# سكينة بنت الحسين
سكينة بنت الحسين بن علي، حفيدة علي بن أبي طالب وفاطمة الزهراء. شهدت معركة كربلاء وروت أحداثها، وكانت من جملة النساء اللاتي أخذن إلى عبيد الله بن زياد في الكوفة، ومن بعدها إلى يزيد بن معاوية في الشام؛ وذلك بعد مقتل الحسين وأهل بيته. وتعد من أشجع النساء وأصبرهن. وقد شهدت على مذبحة والدها في كربلاء ومقتل زوجها مصعب بعد ذلك بفترة.

## نسبها
سكينة بنت الحسين بن علي بن أبي طالب بن عبد المطلب بن هاشم، أُمها الرباب بنت امرئ القيس بن عدي الكلبي. لقبت باسم سكينة من قِبَل أمها الرباب. ووالدها هو الحسين بن علي شهيد كربلاء وعمرها حينها 14 عاماً.
ولدت سكينة ابنة الحسين عام 49 هجرية (671م)، وأمها الرباب بنت امرئ القيس بن عدى، كان أبوها مسيحياً وأسلم على يد عمر وخطب ابنته للحسين، وولدت له سكينة وعبد الله.
أطلقت عليها أمها الرباب اسم سكينة فاسمها بضم السين يعنى الفتاة المرحة خفيفة الروح، وبفتحها تعنى الوداعة والطمأنينة. اشتهرت بجمالها، فكانت خليطًا من اللطف الطبيعى، والعقل الانتقادى، والفصاحة اللاذعة.
وعادت سكينة إلى الحجاز حيث أقامت مع أمها رباب في المدينة. ولم يمض وقت طويل حتى توفيت «الرباب»، وعاشت سكينة بعدها في كنف أخيها زين العابدين، وكانت قد خُطبت من قبل إلى ابن عمها عبد الله بن الحسن بن على فقتل بالطائف قبل أن يبنى بها، فكانت ترفض الزواج بعد هذه الأحداث، ولما جاء مصعب بن الزبير يريد الزواج منها تزوجته، ولكن سرعان ما قُتِلَ مصعب.

## زواجها
تزوجت من ابن عمها عبد الله بن الحسن بن علي، فقتل مع أبيها قبل الدخول بها، ثم تزوجها مصعب بن الزبير أمير العراق، ثم تزوجت بغير واحد. وكانت بديعة الجمال. وكانت شهمة مهيبة.

## وفاتها
توفيت سكينة بمكة يوم الخميس لخمس خلون من ربيع الأول سنة ست وعشرين ومائة وصلى عليها شيبة بن النطاح المقرئ، وقال ابن خلكان: توفيت سنة سبع عشرة ومائة وكانت وفاتها بالمدينة. وقال عبد الرحمن الأجهوري في كتابه (مشارق الأنوار): والأكثرون على أن سكينة بنت الحسين ماتت بالمدينة. بينما ذكر الشعراني أنها مدفونة بالمرغة بقرب السيدة نفيسة يعني بمصر القاهرة، ومثله في (طبقات المناوي).

توفيت عن عمر 71 عام، وقد أورد الأصفهانى عن جماعة من بنى هاشم:
إنه لم يصل على أحد بعد رسول الله صلى الله عليه وسلم بغير إمام، إلا على سكينة بنت الحسين. فإنها ماتت وعلى المدينة خالد بن عبد الملك، فأرسلوا إليه فآذنوه بالجنازة، وذلك في أول النهار في حر شديد. فأرسل إليهم: «لا تحدثوا حدثا حتى أجئ». فجاءت العصر ثم لم يزالوا ينتظرونه حتى صليت العشاء، كل ذلك وهم يرسلون إليه فلا يأذن لهم، حتى حلت العتمة ولم يجئ، ومكث الناس جلوسًا حتى غلبهم النوم، فقاموا فأقبلوا يصلون عليها جمعًا جمعًا وينصرفون. فأمر علي بن الحسين من جاءه بطيب - قيل وإنما أراد خالد بن عبد الملك فيما ظن قوم أن تنتن - فأتى بالمجامر فوضعت حول النعش، ونهض محمد بن عبد الله العثمانى، فأعطى عطارًا كان يعرف عنده عودًا فاشتراه منه بأربعمائة دينار، ثم أوقد حول السرير حتى أصبح وقد فرغ منه. فلما صليت الصبح، أرسل خالد إليهم أن صلوا عليها وادفنوها.

## سُكَيْنَة أم سَكِيْنَة
سُكَيْنَة:
لسان العرب سميت الجارية (والجارِيَةُ الفَتِيَّةُ من النساء) الخفيفة الرُّوح سُكَيْنة.
القاموس المحيط وكجُهَيْنَةَ: بِنْتُ الحُسَيْنِ بنِ علِيِّ.
سَكِيْنَة:
لسان العرب (السَّكينة: الوَدَاعة والوَقار. وقوله عز وجل: فيه سَكِينة من ربكم وبَقِيَّةٌ؛ قال الزجاج: معناه فيه ما تَسْكُنُون به إذا أَتاكم).
القاموس المحيط (والسَّكِينةُ والسِّكِّينةُ، بالكسر مشددةً: الطُّمَأْنينَةُ، وقُرِئَ بهما قوله تعالى: {فيه سَكِينةٌ من رَبِّكُمْ}، أي: ما تَسْكُنُونَ به إذا أتاكُمْ).
فيكون لـ سَكِيْنَة من المعاني التالية:
1. الوَدَاعة والوَقار.
2. الطُّمَأْنينَةُ.

فهي سُكَيْنَة لكونها فتاة خفيفة الروح، وسَكِيْنَة لما لها من طُّمَأْنينَةٍ ووَقار، (إن نفوس أهلها واسرتها كانت تسكن إليها من فرط فرحها ومرحها وحيويتها، كما قيل عن سبب ذلك أيضاً ما لاح منها وهي طفلة من أمارات الهدوء والسكينة وقد غلب هذا اللقب على اسمها الحقيقي آمنة).

## فضلها
فتنت شخصيتها المؤرخين الذين كرسوا لها صفحات وصفحات وأحيانا سيرة كاملة ومنهم الطبرى في الرسل والملوك وابن سعد في كتابه الطبقات وأبى الفرج الأصفهانى في الأغانى وابن عساكر في تاريخ دمشق في الجزء المخصص لسير النساء وابن حسان في كتابه الحدائق الغناء في أخبار النساء وغيرها، وكان يسرهم عرض مشاهد معاملتها، خاصة الدعوى التي رفعتها ضد زوجها أمام القضاء.
لقد نشأت السيدة سكينة وتربت في البيت النبوي في أحضان والدتها الرباب وأبيها الحسين بن علي فتشربت مبدئيات واخلاقيات الرساليات الداعيات من بيت النبوة محتذية بقدوة النساء جدتها فاطمة الزهراء بنت النبي محمد (صلى الله عليه وسلم) وعمتها السيدة زينب بنت علي، ومما جاء في فضلها ومكانتها أن أباها الإمام الحسين كان يحبها ويُسرُّ لرؤيتها، ولما رأى بعض أهله يلاحظون عليه ذلك أنشدهم:
السيدة سكينة العفيفة الطاهرة، والشريفة المطهرة، كانت سيدة نساء عصرها، أحسنهن أخلاقا، وأكثرهن زهدا وعبادة، ذات بيان وفصاحة ودراية بنقد الشعر، ولها السيرة الحسنة، والكرم الوافر، والعقل الراجح، تتصف بنبل الخصال، وجميل الفعال، وطيب الشمائل، يشهد بعبادتها وتهجدها أبوها الإمام الحسين بقوله «أما سكينة فغالب عليها الاستغراق مع الله» لما أراد الحسن بن الحسن ابن عمها أن يطلبها من أبيها ثم اختار له أختها فاطمة.
وروى سبط بن الجوزي عن سفيان الثوري قال: أراد علي بن الحسين الخروج إلى الحج أو العمرة فاتخذت له اخته سكينة بن الحسين سفرة انفقت عليها الف درهم وارسلت بها إليه فلما كان بظهر الحرة أمر بها ففرقت في الفقراء والمساكين.
ويقول المؤرخ ابن طولون: قدمت دمشق مع أهلها ثم خرجت إلى المدينة وكانت من سادات النساء واهل الجود والفضل وعن أبيها.

تقول عائشة عبد الرحمن في كتابها عنها:
إنه لم يصل لنا من أشعار سكينة غير شعر الرثاء لأن الرواة أسقطوا أشعارها الأخرى، ليقصروا المجال الفنى للمرأة على الرثاء، كما فعلوا ذلك مع الخنساء وأمها الرباب أيضًا التي كانت تكتب الشعر ولها أبيات في رثاء زوجها.

## السيدة سكينة ناقدة وراعية للشعر والأدب
ولم يكن تمردها على السلطة السياسية والدينية في عصرها فقط ما يميزها، إنما كانت السيدة سكينة من الأدب والفصاحة بمنزلة عظيمة مع ما هي عليه من التقوى والورع والعبادة، وكان منزلها مألف الأدباء والشعراء حيث كانت تستقبلهم وتحكم بينهم وتسمعهم نقدها لما كتبوا، كما كانت تكتب الشعر أيضا وصلنا بعض الأبيات التي كتبتها في رثاء أبيها مثل: 

وبيتين اثنين في رثاء زوجها مصعب بن الزبير:
فهي بذلك من أول من أنشأوا «الصالون الأدبي» بمفهومنا المعاصر.

ولا غرو في ذلك، فقد روي أن رسول الله  كان يستنشد الخنساء فيعجبه شعرها. ولا يخفى دور الشعراء في نشر مظلومية أهل البيت والتوعية السياسية في ذلك العصر، ومن ذلك على سبيل المثال قصيدة الفرزدق الشهيرة في زين العابدين علي بن الحسين أمام هشام بن عبد الملك. ومن ذلك أيضاً قول جميل بثينة:
وقد فطنت السيدة سكينة للمعنى فأجابته «جعلت حديثنا بشاشة وقتلانا شهداء».
وليس من الغريب أن يواجه خصوم أبيها في الدولة الأموية هذا الدور الثقافي الهام بالافتراء وافتعال الحكايات الكاذبة التي لا تلائم ما ورد في الروايات من أن حالة الحزن لم تفارق أهل البيت بعد استشهاد الإمام الحسين.
ولم ينقل عن السيدة سكينة إلا أبيات معدودة في رثاء أبيها الحسين.

## السيدة سكينة بنت الحسين في السينما والتلفزيون
ظهرت شخصية سكينة بنت الحسين في عدة مسلسلات وأفلام منها:
- فيلم موكب الإباء من إخراج باسل الخطيب وقد قامت بتجسيد دور السيدة سُكينة الممثلة السورية تاج حيدر.
- مسلسل «فارس بني مروان» من إخراج نجدة إسماعيل أنزور وقد قامت بتجسيد دور السيدة سُكينة الممثلة السورية نبال جزائري.
- مسلسل «الحجاج» من إخراج محمد عزيزية وقد قامت بتجسيد دور السيدة سُكينة الممثلة السورية سلمى المصري.